# Брахмани (книги)
Брахмани - частина індуїстських священних текстів шруті, коментарі до чотирьох Вед, в яких описується правильне виконання обрядів. 
Кожна із ведичних шкіл мала свої власні брахмани. Кількість цих текстів у період Махаджанамапад невідома. На сьогодні збереглося 19 повних брахман, дві з яких пов'язані з Рігведою, шість із Яджурведою, десять із Самаведою, одна із Атхарваведою. Крім цього існують фрагменти інших брахман. 
Брахмани дуже різняться за обсягом: від однієї сторінки до багатотомників. 
Брахмани мали велике значення в розвитку індійської думки та індуїстської філософії. Вони були попередниками Веданти, індійського права, астрономії, геометрії, лінгвістики, поняття карми, поділу життя людини на стадії: брахмачар'я, ґріхастха, санньяса. В деяких із Брахман є розділи, які можна віднести до Араньяк чи Упанішад.
Мова, якими написані Брахмани, складає окремий етап ведичного санскриту, молодшого від санскриту Самхіт, але старшого від мови більшості сутр. Мову Брахман датують залізною добою, 9-им, 8-им, 7-им і подекуди 6-им століттям до початку нового літочислення. Історично це відповідає періоду становлення великих князівств Махаджанапади

## Список Брахман
Кожна з Брахман асоціюється з ведичною школою шакха та однією з чотирьох Вед. 

### Рігведа
- Шакала шакха - Айтарея-брахмана.
- Башкала шакха - Каушітакі-брахмана

## Яджурведа
У Чорній Яджурведі Брахмана інтегрована в текст самхіти. 
- Майтраяні-самхіта
- Катха-самхіта
- Капістхалакатха-самхіта
- Тайттірія-самхіта.

Біла Яджурведа 
- Вадасанеї Мадх'яндіна - Шатапатха-брахмана
- Канва - Шатапатха-брахмана

## Самаведа
- Каутхума: Панчавімша-брахмана, Шадвімша-брахмнана
- Самавадхана-брахмана
- Арсея-брахмана
- Деватадх'яя-брахмана
- Мантра-брахмана
- Самхітопанісад-брахмана
- Вамса-брахмана.
- Джаймінья-брахмана
- Джаймінья-арсея-брахмана
- Джаймінья-упанішад-брахмана

## Артхаведа
- Паїппалада - Ґопатха-брахмана